# NGC 5927
NGC 5927 is een bolvormige sterrenhoop in het sterrenbeeld Wolf. Het object werd op 8 mei 1826 ontdekt door de Schotse astronoom James Dunlop.

## Synoniemen
- GCL 35
- ESO 224-SC4